# Квітки
Кві́тки — село в Україні, у Селищенській сільській громаді Звенигородського району Черкаської області. Батьківщина відомого українського композитора Кирила Стеценка.
Село постраждало внаслідок геноциду українського народу, проведеного урядом СССР 1932—1933 та 1946—1947.

## Географія
Село розташоване за 12 км від міста Корсунь-Шевченківський та за 15 км від залізничної станції Корсунь.
На території села виявлено поселення черняхівської культури.
У селі бере початок річка Монастирська.

## Історія

### Період Гетьманщини
Село засноване у 17 столітті. Існують усні перекази про заснування його козаком Війська Запорозького Квіткою, що воював під проводом Богдана Хмельницького. Поранений в боях він не зміг більше воювати, та разом з іншими пораненими козаками Маслом, Паливодою, Прудченком, Собченком, Кабаненком, Криклею, та ін. заснував поселення, котре пізніше стало прозиватися ім'ям свого засновника.

### Епоха Речі Посполитої
Вперше у письмових джерелах село згадується в універсалі гетьмана Івана Мазепи 1707 року. За історичними даними: 
|                                                                                    | Квітки, село в 10-и верстах від Корсуня... В 1765 році ... Квітки називались містечком, яке мало 135 халуп (дворів), але вже з 1789 року називається селом. Церква дерев'яна в ім'я Святителя Миколая. |
| — Похілевич Лаврентій, «Сказания о населенных местностях Киевской губернии», 1864. | |

21 лютого 1792 року Квітки одержали від короля Станіслава-Августа Понятовського статус містечка на магдебурзькому праві та герб, що відтворював назву поселення: на блакитному тлі гіллясте дерево з білими квітами.

### У складі Російської імперії
Після другого поділу Польщі у 1793 році Квітки разом з усією Київщиною (та іншими українськими землями) увійшли до складу Російської імперії.
Квітки входили до складу Таращанський (з кінця 19 століття — Селищанський) волості Богуславського (з 1844 року — Канівського) повіту Київської губернії (до 1797 р. — Київського намісництва).
Станом на 1878 рік Квітки — колишнє власницьке село при річці Монастирській, 3343 особи, 626 дворів, православна церква, школа, 3 постоялих будинки, 3 лавки, 6 водяних млинів. За статистичними даними на той час Квітки були найбільшим поселенням у волості (вони налічували втричі більше населення і дворів, ніж титульні поселення — Тараща і Селище).
На кінець XIX − початок XX ст. в селі діяли церковно-парафіяльна школа і земська школа (в будівлі якої нині розташований Меморіальний музей К. Г. Стеценка). У 1910 збудовано нову (велику) земську школу, у будівлі якої у радянські часи навчалося разом до 500 учнів. При цьому стара (мала) земська школа продовжувала діяти.

### Часи УНР
З 1917 — у складі Української Народної Республіки (УНР). Після інтервенції більшовицької Росії наприкінці січня 1918 р. владу Центральної Ради повалено, але незабаром після підписання 9 лютого 1918 Берестейського миру німецькі війська вже наприкінці лютого окупували зайняті більшовиками українські землі. Після чого 29 квітня 1918 за підтримкою німецьких військ відбувся переворот, який проголосив Українську Державу на чолі з гетьманом Павлом Скоропадським.
Згодом мешканці села взяли участь у повстанні, очолюваному Директорією УНР проти Української Держави Скоропадського. На підтримку Симона Петлюри створили загін у складі 386 чоловік.
Згодом у 1919−1921 село було у складі Республіки Медвин і боролося проти навали більшовиків.

### Комуністична доба
З 1923 — остаточно встановлено комуністичний режим.
У 1927 році у селі було організовано два ТСОЗи, а з 1930 на їх базі створено два колгоспи: ім. К. Є. Ворошилова та ім. Другої П'ятирїчки. Діяв дитячий садочок та дві школи, початкова (мала) і середня школа-семирічка (велика), колишні земські.
Незважаючи на створені колгоспи, село постраждало у роки голодомору 1932−1933, коли від голоду загинуло близько 550 жителів. Але в колгоспах були утворені дитячі ясла, де старалися годувати чим було можна хоча б дітей.
У 1930-и роки в численних ставках, розкиданих по селі було розгорнуто промислове риболовство. В селі діяла міжколгоспна рибна бригада.
Під час Другої світової війни нацистською окупаційною владою селянам було частково повернене нерухоме майно, відібране комуністами у часи так званого розкуркулення — позасудової конфіскації майна в інтересах третіх осіб[джерело?]. Навчання в школах не відбувалося. Було відновлено богослужіння в молельній хаті, оскільки сталінська влада церкву зруйнувала. З червня 1943 по лютий 1944 року, за неперевіреними даними, діяла підпільна організація, якою керував НКВС СРСР[джерело?].
Село відоме «Квітчанською обороною», яка відбувалась у 1944 році, під час Корсунь-Шевченківської битви і контрнаступу нацистських військ. Коли Червона Армія в січні 1944 року підійшла до Квіток, 500 жителів було мобілізовано до складу 180-ї стрілецької дивізії, близько 600 (в тому числі й діти) залучено на допоміжні роботи: копали окопи, тягали по розпутиці (через відлигу, коли не могла пройти техніка) на собі ящики з патронами, снарядами, а також залучалися до винесення з поля бою поранених. При цьому понад 200 жителів Квіток загинуло. А східна частина села за назвою Собківка згоріла до тла.
Загалом на фронтах війни загинуло 385 мешканців села. На їх честь згодом в селі спорудили Обеліск Слави з комуністичними символами, встановлено меморіальну споруду з гаслом «Армія і народ — єдині». У 1969 р. з нагоди 25-річчя Корсунь-Шевченківської битви село було відзначене Почесною Грамотою Президії Верховної Ради Української РСР.
У 1950, з огляду на велику кількість загиблих від голодомору та на війні людей, а також, виїхавших в інші місця проживання (переважно в розвинуті промислові міста, та райони, наприклад, на Донбас), колгоспи було об'єднано в один — ім. Орджонікідзе, котрий діяв до початку 1990-х років.
В колгоспі діяли механічний млин та олійниця, вивезені з Німеччини по репарації, цегельний завод, побудований силами колгоспників.
Станом на 1972 рік колгосп мав у користуванні 3,7 тисяч га угідь, з них 2,5 тисяч га орної землі. Напрям господарства був зерновий з розвинутим тваринництвом. Крім зернових вирощувалися бобові (наприкл., горох), цукровий буряк. Діяли м'ясо-молочні ферми ВРХ, а також свиноферми. В колгоспному саду вирощували яблука. Також колгосп займався вирощуванням шовковичного шовкопряда на кокони.
В селі працювала середня школа, де навчалось 500 учнів, побудований в 1970-х роках будинок культури на 300 місць, 3 бібліотеки з книжковим фондом 19,3 тисячі примірників, краєзнавчий музей, 3 дитячих ясел, дільнична лікарня на 25 ліжок, поліклініка, аптека, 8 магазинів, чайна, універмаг, поштове відділення.

Погруддя К. Г. Стеценка біля його меморіального музею

## Сучасність
У селі працює Меморіальний музей Стеценка.
В селі наново збудована, тепер вже кам'яна, церква на зразок колишньої дерев'яної, вигляд якої поновлено по згадках населення.
Після набуття Україною незалежності та ліквідації комуністичного режиму колгосп через банкрутство ліквідовано, дільнична лікарня і поліклініка не діють, цегельний завод та багато ферм для худоби зруйновано, після чого бій цегли продано на повторне використання, більшість працездатного населення з села виїхало в інші місця постійного проживання.

## Відомі люди
Уродженцями села були:
- Прокопенко Микола Антонович (1924—2001) — український художник.
- Стеценко Кирило Григорович (1882—1922) — композитор, хоровий диригент і громадський діяч, протоієрей УАПЦ. Засновник Республіканської капели УНР. В селі йому встановлено пам'ятник.
- Семиволос Іван Терентійович (1909—1943) — український радянський поет.
- Семиволос Олексій Ілліч (1912—1986) — український радянський діяч, знаний гірник в залізорудній промисловості CPCP.

## Природно-заповідний фонд
На території с. Квітки та у безпосередній близькості до нього розташована велика кількість об'єктів природно-заповідного фонду:
- Кучерява гора (ботанічний заказник)
- Вікове дерево ясеня 2 шт. (ботанічна пам'ятка природи)
- Дерево дуба (ботанічна пам'ятка природи)
- 250-річне дерево липи звичайної (ботанічна пам'ятка природи) — в огорожі колишньої лікарні.
- Шиш-вода (гідрологічна пам'ятка природи)
- Гатки (заповідне урочище)
- Наливайкове (заповідне урочище)
- Підсніжник (ботанічний заказник)
- Казберова криниця (гідрологічний заказник)
- Алея княгині Лопухіної